# Samuele Bersani
Samuele Bersani (Rimini, 1º ottobre 1970) è un cantautore italiano.
È uno tra gli artisti con il maggior numero di riconoscimenti da parte del Club Tenco, con quattro Targhe, due Premi della Critica "Mia Martini" ed un Premio Lunezia.

## Biografia

### I primi anni
Figlio unico, trascorre l'infanzia e l'adolescenza a Cattolica, in una famiglia di ricchi stimoli culturali, artistici e politici: il padre Raffaele è un flautista, maestro di musica e per lungo tempo animatore di iniziative fra il teatro e la poesia; la madre Gloria, impiegata in una scuola elementare, è stata per un periodo anche vicesindaco di Cattolica per il PCI. A proposito di questo ambiente intellettuale e di sinistra, l'artista ha raccontato: "Mi facevano ascoltare musica che non mi piaceva per niente, solo ora mi rendo conto di quanto quella musica sia stata importante". Riferimenti ai genitori compaiono in alcuni suoi brani. Frequenta il Liceo Classico "Mamiani" di Pesaro, ma senza completare gli studi.

### Il debutto, il successo diFreake la collaborazione con Lucio Dalla (1991-1996)
Dopo un'iniziale gavetta fatta di concorsi musicali e militanza in alcuni gruppi adolescenziali, viene notato da Lucio Dalla che durante il Cambio Tour, lo fa esibire in apertura di ogni concerto. In questo contesto Samuele propone il proprio brano Il mostro, incentrato sul tema dell'incomunicabilità e sulla storia di un mostro peloso a sei zampe, prima inseguito morbosamente da stampa e comunità scientifica e infine ucciso brutalmente; il brano viene edito in una versione dal vivo contenuta nel disco Amen. Nel frattempo Samuele si era trasferito a Bologna,
Il pezzo prelude al disco C'hanno preso tutto, che esce l'anno seguente. Il successo è immediato grazie ad una canzone molto orecchiabile dal titolo Chicco e Spillo che spopola nella stagione estiva. Nel 1994 esce Freak, il suo secondo album con cui conquista il consenso generale: oltre 150 000 copie vendute e 56 settimane consecutive nella top 100 FIMI/Nielsen; dello stesso disco fanno parte i brani Freak, Spaccacuore e Cosa vuoi da me. Nel 1996 scrive per Lucio Dalla il testo di Canzone, brano contenuto nell'album Canzoni rimasto in testa alle classifiche radiofoniche per ben 4 mesi. Il terzo album dell'artista è intitolato semplicemente con tre asterischi. Pubblicato nel 1997 e conosciuto come Samuele Bersani, il disco viene anticipato dal singolo Coccodrilli. L'album contiene Giudizi universali, uno dei brani più intensi ed emozionanti scritti da Samuele con il quale nel 1998 si aggiudica il Premio Lunezia come miglior testo letterario. Sempre nel 1998, assieme a Ivana Spagna, Gaetano Curreri e Leda Battisti, partecipa alla colonna sonora del film di animazione di Enzo D'Alò La gabbianella e il gatto. Ancora nel 1997 partecipa al disco di inediti di Ron Stelle cantando in duetto con il cantante lombardo Boys in Time.

### Il successo a Sanremo eL'oroscopo speciale(2000-2002)
Nel 2000 Samuele Bersani partecipa al Festival di Sanremo, all'interno della categoria "Campioni" con la canzone Replay, la quale si classifica al 5º posto e ottiene il Premio della critica ''Mia Martini''. Replay precede l'uscita dell'album L'oroscopo speciale che ottiene immediati consensi dalla critica e dal pubblico. A novembre dello stesso anno Samuele Bersani si ripresenterà a Sanremo, ma questa volta per ritirare uno dei premi più ambiti della musica d'autore, la Targa Tenco come miglior album dell'anno 2000. Le canzoni del suo album L'oroscopo speciale e alcuni estratti musicali di canzoni di album precedenti sono state usate come colonna sonora del film Chiedimi se sono felice, scritto e interpretato dal trio comico Aldo, Giovanni e Giacomo e proprio per lo stesso film incide la canzone Chiedimi se sono felice, per la quale ottiene la candidatura al Nastro d'argento alla migliore canzone originale. Tra le composizioni per il cinema, anche il brano Siamo gatti (1998) per la colonna sonora del film di animazione La gabbianella e il gatto interpretata ma non scritta dal cantautore di Rimini. Nel 2002 Bersani pubblica la sua prima raccolta, intitolata Che vita! Il meglio di Samuele Bersani, comprendente 15 brani già conosciuti al pubblico più l'aggiunta di tre inediti: Milingo, Le mie parole e Che vita!, quest'ultima dalla quale l'album prende il nome, diventa subito una hit, portando l'antologia del cantautore romagnolo a superare i 150.000 dischi venduti.
Inoltre ha collaborato con altri artisti, soprattutto grandi nomi femminili della musica italiana come Mina con il brano In percentuale (2002), Ornella Vanoni con il brano Isola (1998) di cui ha scritto il testo, e Fiorella Mannoia per la quale ha scritto il testo di Crazy Boy (1994).

### Caramella smoge il doppio premio Tenco (2003-2005)
Nel 2003 pubblica Caramella smog, l'album con il quale nel 2004 ha vinto due Targhe Tenco (migliore canzone con Cattiva e miglior disco dell'anno). All'interno del disco, questa volta molto ricercato anche dal punto di vista musicale, sono presenti importanti collaborazioni con Fabio Concato e Sergio Cammariere. Nel 2005 esce Seguendo Virgilio - dentro e fuori il Quartetto Cetra, omaggio a Virgilio Savona del Quartetto Cetra, album in cui vari artisti rivisitano alcuni brani di Savona. Tra questi anche Samuele Bersani con il brano Sette piccole streghe.

### Lo scrutatore non votanteeL'aldiquà(2006-2008)
È del 2006 Lo scrutatore non votante, ironica e feroce invettiva in tempo di elezioni, anticipando l'uscita del nuovo album L'aldiquà che dopo non molte settimane viene certificato disco d'oro. A maggio pubblica il secondo singolo estratto, Lascia stare mentre a settembre esce il terzo singolo intitolato Sicuro precariato. Ultimo estratto pubblicato dall'album è Una delirante poesia.
Il 30 giugno dello stesso anno esce la raccolta Innocenti evasioni 2006, tributo a Lucio Battisti con canzoni interpretate da alcuni tra i maggiori cantanti italiani (Enrico Ruggeri, Nomadi, Raf e Litfiba con Piero Pelù). Nel disco Bersani canta il brano Il leone e la gallina. Il brano era già stato pubblicato nel 1994 nella raccolta Innocenti Evasioni 2.
Nel 2007 Samuele Bersani vince il Premio Amnesty Italia, assegnato dalla sezione italiana di Amnesty International e da Voci per la libertà - Una canzone per Amnesty, con la canzone Occhiali rotti, dedicata alla figura del reporter Enzo Baldoni, che ha pagato con la vita il suo coraggio e la sua determinazione.

### Tributo a Faber eManifesto abusivo(2009-2011)
L'11 gennaio 2009, in occasione dei dieci anni dalla scomparsa di Fabrizio De André, partecipa a Che tempo che fa, trasmissione di Fabio Fazio, interpretando la canzone Il bombarolo.
Inoltre Samuele ha anche partecipato all'iniziativa Artisti Uniti per l'Abruzzo cantando una parte della canzone Domani 21/04.2009.
Il 24 luglio 2009, è stato pubblicato il singolo Ferragosto, che preannuncia l'uscita del nuovo album di inediti.
Il 2 ottobre 2009 è uscito l'album Manifesto abusivo, settimo lavoro in studio del cantautore italiano, che mescola "dinamiche personali e sentimentali, con uno sguardo all'attualità e una sottile ironia".

### Il ritorno a Sanremo,Nuvola numero novee il primo album dal vivo (2012-2017)
Bersani partecipa al Concerto del Primo Maggio 2010 a Roma.
Il 25 settembre 2010 Samuele Bersani partecipa al festival musicale Woodstock 5 Stelle organizzato a Cesena da Beppe Grillo e trasmesso dal canale televisivo nazionale Play.me; proprio con questa diretta aprì la neonata emittente.
Nel 2012 partecipa al Festival di Sanremo con il brano Un pallone vincendo il Premio della critica ''Mia Martini''. Nella terza serata della kermesse canora, dedicata alle canzoni italiane divenute celebri nel mondo, esegue una particolare versione di Romagna mia in coppia con l'artista bosniaco Goran Bregović. Contestualmente esce il suo disco Psyco - 20 anni di canzoni, una raccolta di brani precedenti con l'aggiunta di due inediti, tra cui quello portato lo stesso anno al festival.
Il 25 giugno 2012 partecipa all'iniziativa di solidarietà Concerto per l'Emilia, organizzato allo stadio Dall'Ara di Bologna per raccogliere fondi da destinare alle popolazioni colpite dai terremoti del 20 e 29 maggio 2012. Durante il concerto esegue Giudizi universali e Chicco e Spillo. La diretta del concerto è stata trasmessa da Rai 1.
Il 4 luglio 2013 annuncia tramite la sua pagina Facebook la pubblicazione del nuovo album, prevista per il 10 settembre. Il 21 luglio invece, sempre tramite la sua pagina Facebook, annuncia con un'immagine il titolo dell'album, ovvero Nuvola numero nove. Il singolo di promozione dell'album viene pubblicato il 30 agosto ed è chiamato En e Xanax. Il 19 settembre 2013 Nuvola numero nove debutta alla prima posizione nella classifica italiana degli album. I due singoli successivi sono Chiamami Napoleone e Ultima chance.
Il 20 agosto 2014 torna nella sua Romagna, precisamente a Riccione, per un concerto gratuito organizzato da Radio Deejay.
Il 10 aprile 2015 esce il nuovo singolo Le storie che non conosci, composto e interpretato insieme a Pacifico e arricchito sul finale da un cameo di Francesco Guccini.
Il 30 maggio 2015, all'Auditorium Parco della Musica di Roma, Bersani è protagonista di Plurale Unico: un concerto-evento che, nel suo stesso nome, racchiude il senso dell'unicità della serata. Sul palco, insieme alla sua band storica, ospita amici e colleghi che si mescolano con lui in uno spettacolo di forza corale, da Marco Mengoni a Luca Carboni, da Caparezza a Carmen Consoli, da Pacifico a Musica Nuda fino a Gnu Quartet, Dario Argento, Alessandro Haber e Piera Degli Esposti.
Il 12 giugno seguente, al Teatro Dal Verme di Milano, nell'ambito de I Pomeriggi d'Autore, rassegna multidisciplinare inserita nel programma di Expo 2015, Samuele per la prima volta viene accompagnato da un'orchestra sinfonica (Orchestra i Pomeriggi Musicali composta da 30 elementi) ed esegue con questa nuova veste i brani più significativi del suo percorso artistico.
Da questi ultimi due concerti prende vita il suo primo progetto live in 25 anni di carriera, rappresentato dall'album La fortuna che abbiamo (Live), uscito il 3 giugno 2016 e composto da un doppio CD e un DVD, per un totale di oltre due ore di musica registrate on stage. L'album è stato anticipato dal singolo inedito La fortuna che abbiamo, pubblicato in airplay radiofonico e in formato digitale il 20 maggio 2016. Il 1º giugno 2016 viene pubblicato il videoclip della canzone, di cui Samuele è regista.
Nel 2017 Samuele partecipa anche alla seconda stagione della fiction targata Rai Tutto può succedere, interpretando se stesso.

### Il ritorno discografico e il cambio di rotta conCinema Samuele(2020 - oggi)
Il 4 settembre 2020 viene annunciato il nuovo album Cinema Samuele, in uscita il 2 ottobre. Pochi giorni dopo viene svelata la tracklist, composta da 10 brani. Il 18 settembre viene reso disponibile il primo singolo estratto, Harakiri.
Partecipa alla serata delle cover del Festival di Sanremo 2021 cantando la sua Giudizi universali insieme a Willie Peyote.
Il 22 gennaio 2021 viene pubblicato il secondo singolo Il tuo ricordo, accompagnato da un video.
Il 13 luglio seguente vince il suo quarto premio Tenco con "Cinema Samuele" per la categoria "miglior album".
Nel novembre 2024 decide di rinviare la tournée Samuele Bersani & Orchestra 2024, il cui debutto era stato programmato al Teatro degli Arcimboldi di Milano, a causa di problemi di salute. Nel marzo 2025, alla ripresa del tour, dichiara di essersi operato per un tumore ai polmoni al primo stadio.

## Discografia

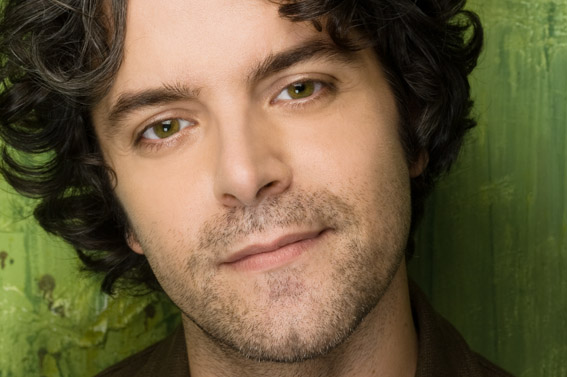
Samuele Bersani nel 2009

### Album in studio
- 1992 - C'hanno preso tutto
- 1994 - Freak
- 1997 - Samuele Bersani
- 2000 - L'oroscopo speciale
- 2003 - Caramella smog
- 2006 - L'aldiquà
- 2009 - Manifesto abusivo
- 2013 - Nuvola numero nove
- 2020 - Cinema Samuele

### Album dal vivo
- 2016 - La fortuna che abbiamo (Live)
- 2025 - Samuele Bersani & Orchestra - Live

### Raccolte
- 2002 - Che vita! Il meglio di Samuele Bersani
- 2012 - Psyco - 20 anni di canzoni

### Singoli
- 1991 - Il mostro
- 1992 - Chicco e Spillo
- 1993 - Bottiglie vuote
- 1995 - Freak
- 1995 - Cosa vuoi da me
- 1995 - Spaccacuore
- 1996 - Cado giù
- 1997 - Coccodrilli
- 1997 - Giudizi universali
- 1997 - Lolita
- 2000 - Replay
- 2000 - Il pescatore di asterischi
- 2000 - Senza titoli
- 2001 - Chiedimi se sono felice
- 2002 - Che vita!
- 2002 - Le mie parole
- 2003 - Cattiva
- 2004 - Pensandoti
- 2004 - Il destino di un VIP
- 2004 - Binario 3 (duetto con Fabio Concato)
- 2006 - Lo scrutatore non votante
- 2006 - Lascia stare
- 2006 - Sicuro precariato
- 2007 - Una delirante poesia
- 2009 - Ferragosto
- 2009 - Un periodo pieno di sorprese
- 2009 - Lato proibito
- 2010 - Pesce d'aprile
- 2012 - Un pallone
- 2012 - Psyco
- 2013 - En e Xanax
- 2013 - Chiamami Napoleone
- 2014 - Ultima chance
- 2015 - Le storie che non conosci (con Pacifico e Francesco Guccini)
- 2016 - La fortuna che abbiamo
- 2020 - Harakiri
- 2021 - Il tuo ricordo
- 2021 - Mezza bugia
- 2023 - Calma rivoluzionaria (con Ornella Vanoni)

### Collaborazioni
- Avion Travel: L'Orlando curioso
- Fabio Concato: Binario 3
- La Crus: L'illogica allegria
- Lucio Dalla: Il mostro, Canzone
- Neri per Caso: Il pescatore di asterischi
- Pacifico: Da qui
- Peppe Servillo: Crazy Boy
- Ron: Boys in time
- Ron: Le foglie e il vento
- Skiantos: Non sono un duro
- Marco Mengoni: Ancora una volta
- Caparezza: Chicco e Spillo
- Frankie hi-nrg mc: Chicco e Spillo
- Sergio Cammariere: Se ti convincerai
- Rocco Tanica: Concerto
- Stefano Bollani: Il Bombarolo
- Claudio Baglioni: I vecchi
- Ornella Vanoni: Isola (canta Ornella Vanoni), Calma rivoluzionaria
- Sergio Cammariere: Ferragosto (canta Sergio Cammariere)
- JetLag: Soluzioni novità
- Mina: In percentuale (canta Mina)
- Fiorella Mannoia: Crazy Boy (canta Fiorella Mannoia)
- Goran Bregović: Romagna mia
- Laura Pausini: Spaccacuore (canta Laura Pausini)
- Fabio Concato: Gigi
- Paola Cortellesi: Milingo
- Pacifico: Strano che non ci sei
- Luca Carboni: Gli autobus di notte
- Roberta Giallo: Voce al bene

## Videografia

### Video musicali
| Anno | Titolo                                                       | Regista/i                       |
| ---- | ------------------------------------------------------------ | ------------------------------- |
| 1992 | Chicco e Spillo                                              | Ambrogio Lo Giudice             |
| 1994 | Freak                                                        | Alex Infascelli                 |
| 1995 | Spaccacuore                                                  | Lucio Dalla                     |
| 1996 | Cado giù                                                     | Ambrogio Lo Giudice             |
| 1997 | Coccodrilli                                                  | Ambrogio Lo Giudice             |
| 1997 | Giudici universali                                           | Ambrogio Lo Giudice             |
| 2000 | Il pescatore di asterischi                                   |                                 |
| 2002 | Che vita!                                                    |                                 |
| 2003 | Cattiva                                                      | Riccardo Struchil               |
| 2004 | Pensandoti                                                   | Gaetano Morbioli                |
| 2006 | Lo scrutatore non votante                                    | Dadara & Jesse                  |
| 2006 | Sicuro precariato                                            | Claudio Cingoli                 |
| 2009 | Un periodo pieno di sorprese                                 |                                 |
| 2009 | Lato proibito                                                | Paolo Campinoti                 |
| 2012 | Un pallone                                                   | Pepsy Romanoff                  |
| 2012 | Psyco                                                        | Nicolò Massazza, Iacopo Bedogni |
| 2013 | En e Xanax                                                   | Nicolò Massazza, Iacopo Bedogni |
| 2013 | Chiamami Napoleone                                           | Bruno D'Elia                    |
| 2015 | Le storie che non conosci (con Pacifico e Francesco Guccini) | AreaVideo                       |
| 2016 | La fortuna che abbiamo                                       | Samuele Bersani                 |
| 2020 | Harakiri                                                     | Giacomo Triglia                 |
| 2021 | Il tuo ricordo                                               | Giacomo Triglia                 |

### Partecipazioni in video di altri artisti
| Anno | Titolo               | Artista                              | Regista/i       |
| ---- | -------------------- | ------------------------------------ | --------------- |
| 2023 | Calma rivoluzionaria | Ornella Vanoni feat. Samuele Bersani | Giacomo Triglia |
| 2024 | Voce al bene         | Roberta Giallo feat. Samuele Bersani | Nicolò Donati   |

## Filmografia

### Televisione
- Tutto può succedere (seconda stagione), regia di Lucio Pellegrini (2017)

## Premi
- 1998 - Premio Lunezia, come miglior testo letterario, per la canzone Giudizi universali
- 2000 - Premio della critica ''Mia Martini'', per la canzone Replay
- 2000 - Targa Tenco, per il miglior album (L'oroscopo speciale)
- 2004 - Targa Tenco, per la miglior canzone (Cattiva)
- 2004 - Targa Tenco, per il miglior album (Caramella Smog)
- 2007 - Premio Amnesty Italia
- 2012 - Premio della critica ''Mia Martini'', per la canzone Un pallone
- 2014 - Premio Lunezia per il valore musical-letterario dell'Album "Nuvola numero nove" - Conferito a Pescara.
- 2015 - Targa Tenco, per la miglior canzone (Le storie che non conosci) - Con Pacifico e Francesco Guccini
- 2021 - Targa Tenco, per il miglior album (Cinema Samuele)